# Flamberge (contre-torpilleur)
Pour les articles homonymes, voir Flamberge.
La Flamberge est un contre-torpilleur de classe Rochefortais construit pour la marine française au début du XXe siècle.